# Йени джамия (Солун)
Вижте пояснителната страница за други значения на Йени джамия.
Йени джамия (на гръцки: Γενί Τζαμί, Йени Дзами, на турски: Yeni Camii, Йени Джамии) е бивш мюсюлмански храм в Солун, Гърция.
Построена през 1902 г. от италианския архитект Виталиано Позели по поръчка на хаджи Мехмед Хайри паша (от еврейски произход), джамията служи като място за поклонение на евреите, приели исляма, така наречените дьонме. Тя е на 2 етажа и е с еклектична архитектура - смес от ориенталски, ренесансови, византийски, ислямски и барокови елементи с някои неокласически влияния.
След експулсирането на евреите дьонме през 1922 година в сградата временно са настанени гърци бежанци. От 1925 до 1962 година в нея се помещава новосформираният Археологически музей на Солун, докато той се мести в новата си сграда на булевард „Стратос“. Използва се като изложбена площ на Солунската общинска художествена галерия.